# C/2015 V3 (PANSTARRS)
C/2015 V3 (PANSTARRS) — одна з довгоперіодичних параболічних комет. Ця комета була відкрита 2 листопада 2015 року; блиск на час відкриття: 21.8m. Комета відкрита за допомогою 1.8 м телескопа системи Річі — Кретьєна + ПЗЗ, спостерігачі: B. Gibson, T. Goggia, N. Primak, A. Schultz, M. Willman.